# Соловьёв, Олег Николаевич
Оле́г Никола́евич Соловьёв (13 августа 1973, Самарканд, Узбекская ССР, СССР) — советский и российский футболист, полузащитник.

## Карьера
Воспитанник ДЮСШ Самарканд. Первый клуб — местный «Шердор», 1990 год, 9 зона второй лиги СССР. В середине сезона перешёл в белгородский «Салют», играл за переименованный в 1991 году в «Энергомаш» клуб до середины сезона-1992. Следующие два года играл на Украине за клубы «Олимпик» Харьков, «Нива-Борисфен», «Борисполь». В 1994 году вернулся в Россию, выступал за клубы «Лада» Тольятти (1994), «Текстильщик» Камышин (1995—1996), «Черноморец» Новороссийск (1997), «Сатурн» Раменское (1998—2000), «Уралан» (2001—2002), «Видное» (2004), «Салют-Энергия» (2004—2005), «Спартак» Щёлково (2006), «Фортуна» Мытищи (2006—2009, ЛФЛ).